# Cathay Media and Education Group Inc
Cathay Media and Education Group Inc là một công ty cổ phần đầu tư của Trung Quốc chủ yếu hoạt động trong lĩnh vực kinh doanh sản xuất điện ảnh và truyền hình cũng như cung cấp các dịch vụ giáo dục đại học về truyền thông và nghệ thuật. Thông qua các công ty con, công ty chủ yếu điều hành hai đơn vị kinh doanh. Bộ phận sản xuất điện ảnh và truyền hình tham gia sản xuất các bộ phim truyền hình. Khu vực giáo dục đại học cung cấp giáo dục đại học với trọng tâm là truyền thông và nghệ thuật biểu diễn. Công ty chủ yếu hoạt động ở Trung Quốc đại lục.
Ông Pu Shulin (蒲树林) là người sáng lập, Giám đốc điều hành, Chủ tịch và giám đốc điều hành.
Ngày 15 tháng 7 năm 2020, cổ phiếu của Cathay Media and Education Group Inc đã được niêm yết thành công và bắt đầu giao dịch tại Sở giao dịch chứng khoán Hồng Kông 